# Trichaeta proleuca
Trichaeta proleuca là một loài bướm đêm thuộc phân họ Arctiinae, họ Erebidae.